# Hurricane (Marvel)
Pour les articles homonymes, voir Hurricane.
Hurricane est un super-vilain créé par Marvel Comics. Il est apparu pour la première fois dans Captain Britain #3, en 1976.
Il est à noter qu'un autre personnage, un mutant, se prénomme Hurricane.

## Origines
Quand son projet anti-ouragan fut annulé, le météorologiste anglais Albert Potter pilota un avion expérimental à travers le cyclone Linda pour prouver ses théories. Dans la tourmente, il attira l'attentino des Dieux d'Otherworld, qui cherchaient un champion pour vaincre le protégé de Merlyn, Captain Britain. Frappé par la foudre, l'engin explosa. Potter survécut, pensant à un accident, et développa des pouvoirs sur le climat. 
Il passa des mois à fabriquer un harnais de contrôle puis attaqua Londres sous le nom du vilain Hurricane, (l'Ouragan). Le jeune Captain Britain détraqua sa combinaison et le criminel fut arrêté.
Envoyé à la prison de Darkmoor, il accepta de subit des altérations génétiques du Docteur Samuel Merrick (de S.T.O.R.M.) pour réduire sa peine. L'expérience consistait à mixer son ADN avec celui d'un insecte, ce qui le laissa dans un état comateux.
Mys-tech récupéra Potter et le remit sur pied et l'utilisa pour voler du matériel de scanning. Il fut finalement appréhendé par Strikeforce et les agents du S.T.O.R.M.
À sa libération, Potter abandonna sa carrière de criminel et reprit contact avec sa famille. Pourtant, le soir de Noel, sans argent, il dévalisa un magasin de jouets et fut arrêté par les Quatre Fantastiques, qui le laissèrent pourtant en liberté, et passèrent même les fêtes avec sa famille et lui.

## Pouvoirs
- Depuis que son ADN a été altéré par celui d'une fourmi-lion, Potter possède une force surhumaine, lui permettant de soulever quelques tonnes.
- Il utilise une combinaison blindée qui contrôle son pouvoir. Grâce à son don divin, Hurricane peut générer des rafales de vents cyclonique, assez puissantes pour abattre un immeuble ou soulever un avion.
- Son pouvoir sur le climat peut provoquer des éclairs, de violentes averses et même des blizzards givrants.
- Il peut créer un courant d'air pour le porter et le faire voler à 300 km/h.